# Ulster Spring
Ulster Spring är en ort i Jamaica.   Den ligger i parishen Trelawny, i den centrala delen av landet, 80 km väster om huvudstaden Kingston. Ulster Spring ligger 444 meter över havet och antalet invånare är 1 411. Den ligger på ön Jamaica.
Terrängen runt Ulster Spring är huvudsakligen kuperad, men österut är den platt. Runt Ulster Spring är det ganska tätbefolkat, med 134 invånare per kvadratkilometer. Närmaste större samhälle är Coleyville, 12,0 km söder om Ulster Spring. I omgivningarna runt Ulster Spring växer i huvudsak städsegrön lövskog.